# Hydroporus pubescens
Hydroporus pubescens é uma espécie de insetos coleópteros pertencente à família Dytiscidae.
A autoridade científica da espécie é Gyllenhal, tendo sido descrita no ano de 1808.
Trata-se de uma espécie presente no território português.